# Onze-Lieve-Vrouwekerk (Broechem)
De Onze-Lieve-Vrouwekerk is een kerkgebouw in de tot de Antwerpse gemeente Ranst behorende plaats Broechem, gelegen aan het Gemeenteplein.

## Geschiedenis
Omstreeks 1160 kwamen de rechten van de parochie aan de Abdij van Tongerlo, en toen werd ook begonnen met de bouw van een driebeukige basilicale kerk in romaanse stijl, voorzien van een vieringtoren. Deze werd opgetrokken in Ledische steen. Wellicht ging hieraan een houten kerkje vooraf.
Tijdens de 2e helft van de 14e eeuw werd een nieuw koor en sacristie gebouwd. Hiertoe werd ook het transept en de toren gewijzigd. Het noordertransept kreeg een zolderverdieping die mogelijk als graanopslag werd gebruikt. De toren werd verhoogd met een klokkenverdieping.
Op 10 juni 1584 werd de kerk in brand gestoken. De toren bleef gespaard. De kerk werd van 1612-1616 hersteld in laatgotische stijl. Het koor kwam gereed in 1613 maar pas in 1634 werd een stenen gewelf boven het koor aangebracht.
In 1693 werd de torenspits door blikseminslag vernield. In 1707-1708 werd de kerk verbouwd waarbij de voorgevel werd afgebroken en het schip verlengd. Er kwam een nieuwe voorgevel in barokstijl.
Op 7 oktober 1914 werd de kerk in brand gestoken. Een deel van het kerkmeubilair kon gered worden. In 1922 was de kerk hersteld. Van 1981-1984 werd de kerk gerestaureerd.

## Gebouw
Het betreft een driebeukige kruiskerk met vijfzijdig afgesloten koor en vieringtoren, opgetrokken in zandsteen en de romaanse gedeelten in Ledische kalkzandsteen.
De westgevel is in barokstijl en dateert van 1707-1708. Deze wordt bekroond door een fronton en het bovenste venster wordt geflankeerd door de wapenschilden van Lodewijk van Colen en de abt Gregorius Piera van de Abdij van Tongerlo.

## Interieur
De kruisribgewelven zijn van 1707-1708.
De kerk bezit schilderijen van Sint-Norbertus en Sint-Augustinus, door Simon de Vos, Kroning van Maria (2e kwart 17e eeuw), Marteldood van Sint-Sebastiaan (1e helft 17e eeuw), toegeschreven aan Frans Wouters.
Er zijn beelden van Sint-Anna leert Maria lezen en Sint-Sebastiaan (2e helft 17e eeuw) en een 16e-eeuws kruisbeeld.
Het hoofdaltaar is in Lodewijk XV-stijl; het noordelijk zijaltaar is in Lodewijk XVI-stijl (1776) en gewijd aan Onze-Lieve-Vrouw. Het zuidelijk hoofdaltaar, gewijd aan Sint-Antonius van Padua, is uit hetzelfde jaar. De preekstoel, in Lodewijk XV-stijl, is van 1773. De communiebank en de twee biechtstoelen zijn uit de 2e helft van de 18e eeuw.
Er is een epitaaf van Philippe le Roy en zijn vrouw, en ook één van Pierre Pascal le Roy en zijn vrouw, beide 2e helft 17e eeuw. Ook zijn er enkele 17e-eeuwse en 18e-eeuwse grafstenen.
Het historische Zilveren Orgel van de hand van Jean-Baptiste Forceville, is van omstreeks 1720.